# Штеттин (ледокол)
«Штеттин» — немецкий пароход-ледокол, построенный на верфи Stettiner Oderwerke в 1933 году. С 1981 года является объектом технического наследия и находится в Гамбурге в музейном порту Oevelgönne. Назван в честь одноимённого города.

## Конструкция
Ледокол был построен на Oderwerken в Штеттине для торгово-промышленной палаты города, получив строительный номер 769. Киль был заложен 31 августа 1932, а завершилось строительство 16 ноября 1933. Затраты на строительство составили 574.000 рейхсмарок. Поскольку экономика Штеттина сильно зависела от судоходства, корабль предназначался для расчистки в суровые зимы судоходного маршрута Штеттин-Свинемюнде, пролегающего по Штеттинскому заливу.
В конструкции впервые в Германии использовался разработанный в Финляндии нос типа Runeberg. Это означает, что корабль не толкает себя на лёд, чтобы проломить его своим весом, как это делали ранее построенные ледоколы с «ложкообразным» носом. Скорее, острый край носа Runeberg рассекает лёд, который затем разбрасывается в стороны. Эта форма носовой части оказала решающее влияние на дальнейшее развитие конструкции ледокола.
Несмотря на то, что в 1930-е годы уже давно были известны дизельные двигатели, «Штеттин» был оснащён паровой машиной, которая давала преимущество в очень быстром (за 3 секунды) переключении на движение в противоположном направлении. Это имело большое значение при маневрировании во льдах и освобождении застрявших кораблей. Кроме того, новый ледокол принадлежал штеттинской пароходной компании J.F. Braeunlich, которая летом осуществляла судоходство в Балтийском море. Её корабли оснащались силовой установкой того же типа. Поэтому технический персонал осенью не приходилось увольнять, люди просто переходили на пять ледоколов, где встречали уже знакомые им двигатели.
Особая форма корпуса и мощность двигателя до 2200 л. с. (индикаторная мощность, измеренная на цилиндрах) позволяли «Штеттину» разламывать лёд толщиной до 0,5 м, двигаясь с постоянной скоростью 1-2 узла. При большей толщине льда его приходилось таранить несколько раз, пока он не поддавался. Для обслуживания корабля требовался экипаж минимум из 30 человек.
Благодаря разнообразному дополнительному оборудованию, такому как буксирные крюки, высокопроизводительные центробежные насосы и мощные лебёдки, «Штеттин» был не только ледоколом, но и спасательным судном. С помощью усиленных стальными кольцами шлангов длиной 60 метров и диаметром 110 мм он мог откачивать до 500 кубометров (= тонн) воды в час.

## История
С 1933 по 1945 год «Штеттин» работал на Одере, а также в Балтийском море для штеттинской пароходной компании J.F. Braeunlich.
9 апреля 1940 года «Штеттин» в составе так называемой «группы боевых кораблей 8» сопровождал минный заградитель «Ганзейский город Данциг» и корабли 13-й сторожевой флотилии до Копенгагена, куда «Ганзейский город Данциг» в рамках операции «Везерюбунг» доставил немецкие войска, II батальон 308 пехотного полка 198-й пехотной дивизии, для захвата датской столицы.
В 1945 году «Штеттин» участвовал в операции по эвакуации из Восточной Пруссии. С 1945 года действовал на Эльбе, где обслуживал управление водных путей и судоходства Гамбурга. Был приписан к порту Веделя.
В 1981 году «Штеттин» собирались списать и разобрать на металлолом из-за неэкономичности. Благодаря созданию общества поддержки удалось привлечь щедрую спонсорскую помощь, обеспечить корабль многими часами обслуживания и сохранить его. Сейчас он имеет статус памятника технического наследия и находится в музейном порту Oevelgönne в Гамбурге. Летом «Штеттин» возит туристов в рамках празднования дня рождения Гамбургского порта, Кильской недели, фленсбургского Пароходного Тура и Ганзейской регаты в Ростоке, а также может быть зафрахтован.
12 августа 2017 во время Ганзейской регаты «Штеттин» столкнулся с грузовым паромом Finnsky, в результате чего «Штеттин» получил повреждения корпуса длиной два метра. В Ростоке трещину в корпусе закрыли, приварив стальную пластину; после этого «Штеттин» своим ходом вернулся в Гамбург. Результаты расследования, которое провела федеральная служба по расследованию происшествий на море, были опубликованы в августе 2018 года. В докладе сообщалось об ошибках и нарушениях правил безопасности со стороны Stettin, Finnsky, а также водной полиции. В первой половине 2020 года корабль был отремонтирован, в том числе полностью заменены повреждённые при столкновении части шпангоутов и детали обшивки.

## Галерея
- Кочегары в котельном отделении
- Машинисты «Штеттина»
- Выгребание золы
- На мостике
- «Штеттин» вечером в порту Hamburg-Altenwerder
- На вынужденном ремонте сразу после столкновения в 2017